# Sauterhaus

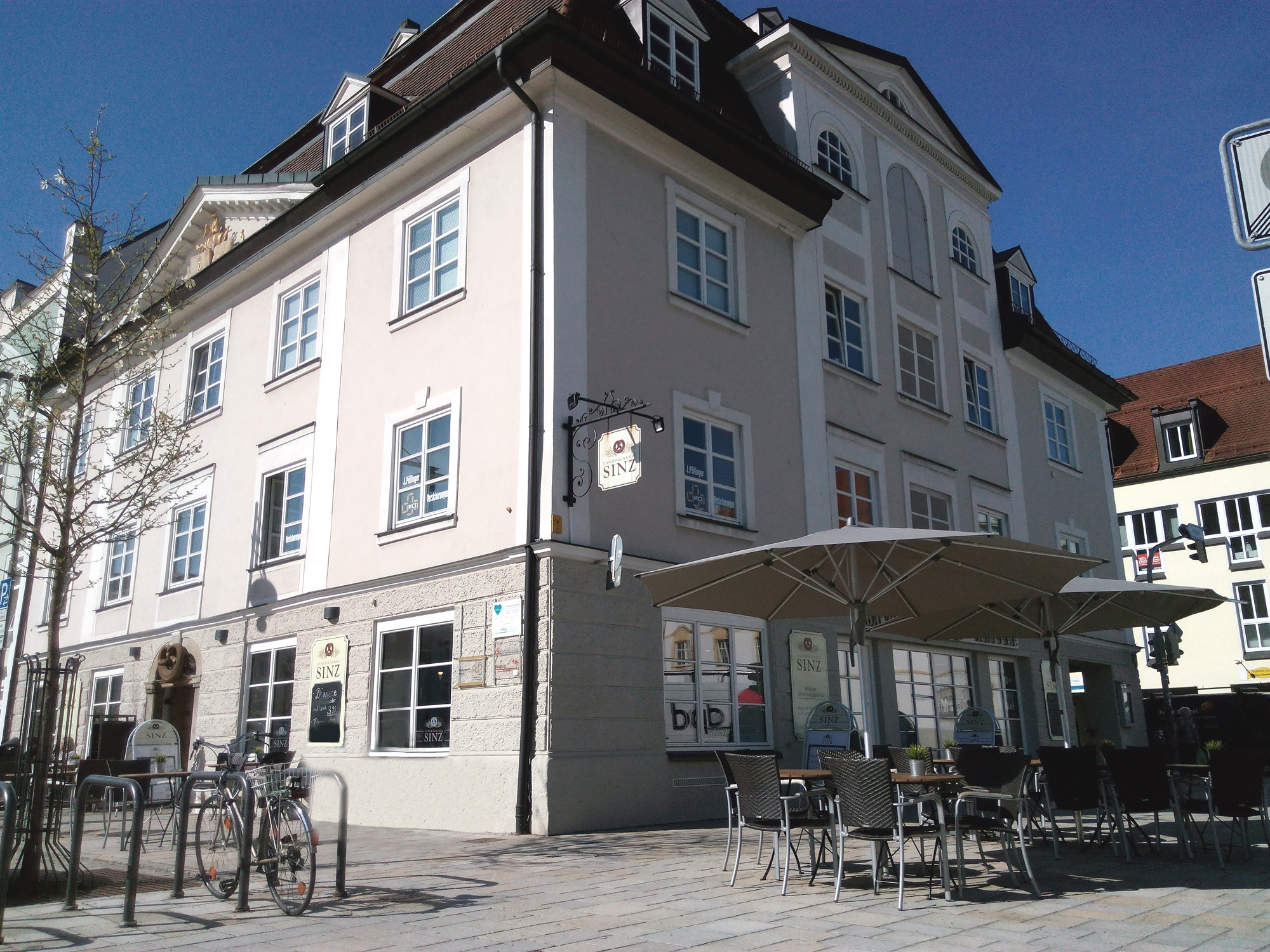
Sauterhaus in Kempten (Allgäu)

Das Sauterhaus ist ein denkmalgeschütztes Wohn- und Geschäftshaus mit der Anschrift Salzstraße 40 in Kempten (Allgäu). Das klassizistische Gebäude aus den Jahren 1817/20 schließt den Hildegardplatz gegen Westen ab.
Der dreigeschossige Mansarddachbau mit flachen Dreiecksgiebeln wurde über einem älteren Bau, der vermutlich aus dem Jahr 1670 stammt, errichtet. Das Gebäude ist zu drei Seiten freistehend. Es hat jeweils fünf zu fünf Fensterachsen. Das Erdgeschoss hat einen genuteten Verputz mit einem seitlichen Korbbogenportal. Die Obergeschosse haben Ecklisenen. In nördlicher Richtung befindet sich ein Zwerchhaus mit Dreiecksgiebel.